# Karl Pannos
Karl Pannos (* 16. September 1908 in Wien; † 17. September 1944 in Lunja, Sowjetunion) war ein österreichischer Turner.

## Leben
Karl Pannos startete bei den Olympischen Sommerspielen 1936 in Berlin an allen Geräten. Sein bestes Resultat erzielte er mit Platz 25 im Wettkampf am Reck. Im Mannschaftsmehrkampf belegte er mit dem österreichischen Team den elften Platz.
Pannos starb Mitte September 1944 im Zweiten Weltkrieg an der Ostfront.